# FK Tsjavdar Etropole
FK Tsjavdar Etropole (Bulgaars: ФК Чавдар) is een Bulgaarse voetbalclub uit Etropole. De club speelde tussen 2007 en 2013 in de Bulgaarse tweede klasse. In 2024 degradeerde de club uit de derde klasse. 

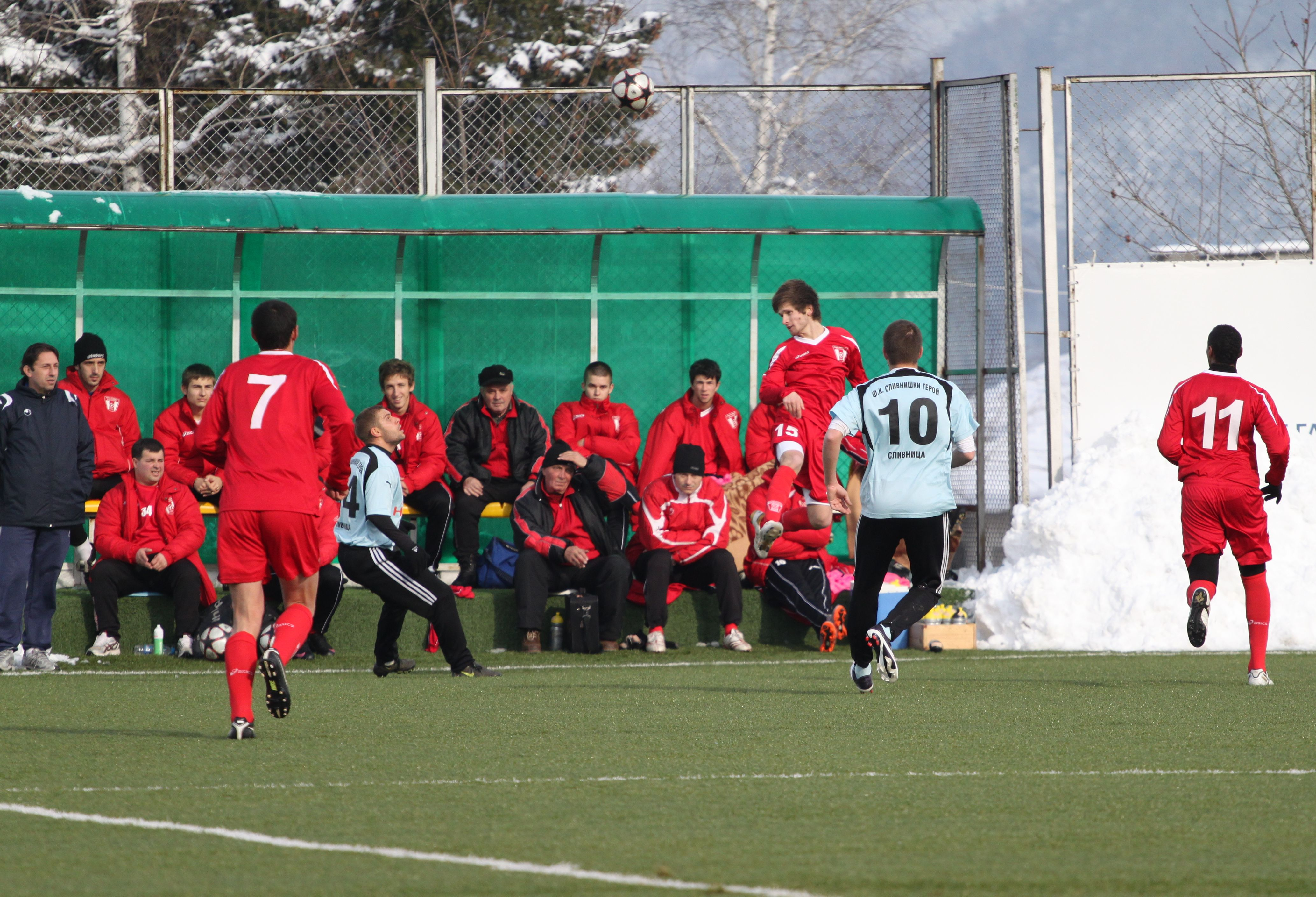
Staf van Tsjavdar in 2011